# Mylabris undecimpunctata
Mylabris undecimpunctata is een keversoort uit de familie van oliekevers (Meloidae). De wetenschappelijke naam van de soort is voor het eerst geldig gepubliceerd in 1842 door Fischer von Waldheim.